# Siewierskodonieck
Siewierskodonieck (ukr. Сіверськодонецьк, Siwerśkodonećk) – miasto we wschodniej części Ukrainy, w obwodzie ługańskim. W latach 2014–2022 tymczasowa siedziba władz obwodowych, od czerwca 2022 pod okupacją rosyjską.

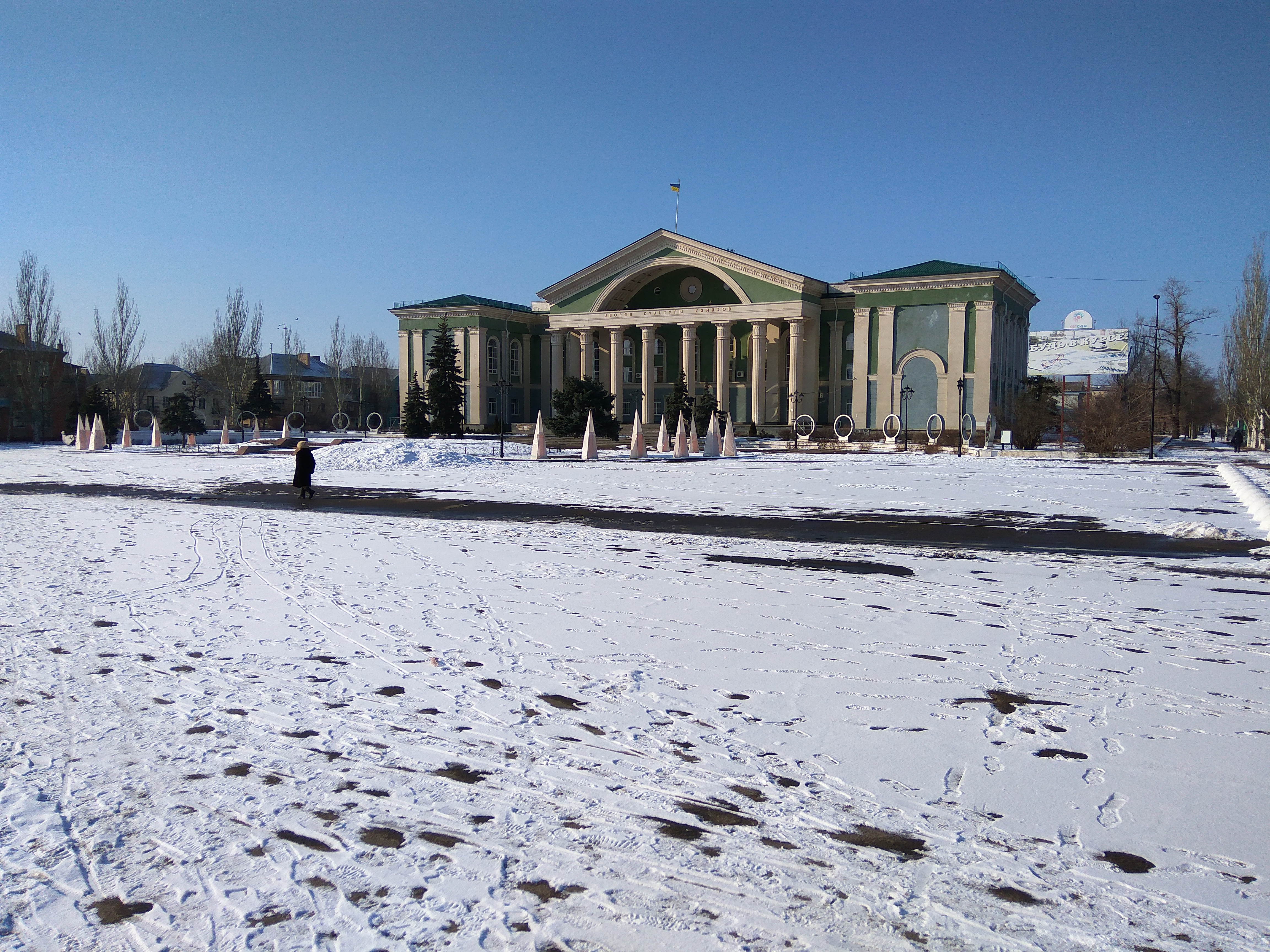
Pałac Kultury Chemików

## Nazwa
Nazwa miasta pochodzi od rzeki Doniec, nazywanych na Ukrainie i w Rosji – Dońcem Północnym (ukr. Сіверський Донець, Siwerśkyj Doneć, ros. Северский Донец, Siewierskij Doniec, dawniej ros. Сѣверный Донецъ, Siewiernyj Doniec). W praktyce stosuje się kilka wariantów tej nazwy. 
W 2024 oficjalna ukraińska nazwa miasta została dostosowana do formy, która najbardziej odpowiada ukraińskiej etymologii: Siwerśkodonećk (Сіверськодонецьк). Forma ta była stosowana w encyklopediach i katalogach czasów sowieckich (np. w encyklopedii Радянська енциклопедія історії України). Ta forma została przyjęta w zasadach pisowni w 1993 i opowiada się za nią wielu ukraińskich językoznawców.
Do czasu dostosowania oficjalnej nazwy miasta do ukraińskiej etymologii, w języku polskim najczęściej używaną formą była forma Siewierodonieck pochodząca od wcześniejszej rosyjskiej nazwy rzeki, która była prawie dokładnym ukraińskim odtworzeniem nazwy rosyjskiej Siewierodonieck (Северодонецк), przyjętym 27 stycznia 1950 przez Prezydium Rady Najwyższej Ukraińskiej SRR w niewłaściwej postaci Siewierodonećk (Сєвєродонецьк). Taką formę wpisano też na herbie miasta, zatwierdzonym w 1995.
W języku ukraińskim poprawniejsza była forma Siewerodonećk (Сєверодонецьк), która występuje w wielu słownikach, mapach i współczesnych dokumentach urzędowych oraz na tablicach z nazwami instytucji. Tę formę zawarto też w oficjalnej klasyfikacji obiektów ustroju administracyjno-terytorialnego Ukrainy (Класифікатор об'єктів адміністративно-територіального устрою України), obowiązującej od 1998.
W niektórych ukraińskich publikacjach stosuje się również wersję Siwerodonećk (Сіверодонецьк).
W Encyklopedii Ukrainy (1985–1993) jako podstawową stosuje się nazwę Siwerśkodonećke (Сіверськодонецьке ) oraz nazwy wariantywne: Siewerodonećke (Сєверодонецьке) i Piwnicznodonećke (Північнодонецьке).
Jesienią 2021 Rzecznik Ochrony Języka Państwowego Taras Kremiń zaapelował do szefów kilku samorządów, m.in. Siewierodoniecka, o sprostowanie nazw miejscowości, które nie odpowiadają pisowni ukraińskiej i naśladują język rosyjski. W 2024 roku zmieniono nazwę Siewierodonieck na Siewierskodonieck.

## Historia
Miasto zostało założone w 1934 r. jako wieś Łyschimstroj, w związku z budową Łysyczańskich Zakładów Chemicznych (obecnie spółka akcyjna «Siewierodonieckie Stowarzyszenie Azotowe»).
11 lipca 1942 r. wojska niemieckie zajęły wieś. Okres okupacji trwał prawie 7 miesięcy. 1 lutego 1943 Łyschimbud został wyzwolony przez wojska sowieckie.
Po wojnie rozpoczęto odbudowę i rozwój wsi oraz zakładów chemicznych. Prawa miejskie od 1958 roku, ośrodek przemysłu chemicznego, w roku 1974 miasto liczyło 104 tys. mieszkańców.
W 1965 roku w mieście zaczęto wydawać gazetę. W 1989 r. Siewierodonieck liczył 131 376 mieszkańców. W 2013 r. liczba mieszkańców miasta spadła do 109 466.

### Wojna na wschodzie Ukrainy w 2014 r.
W okresie od kwietnia do lipca 2014 r. miasto znalazło się pod kontrolą bojowników nieuznawanej Ługańskiej Republiki Ludowej. W wyniku aktywnych działań ofensywnych Gwardii Narodowej Ukrainy 22 lipca 2014 r. miasto zostało wyzwolone. W tym samym czasie doszło do zaciętej wymiany ognia z użyciem broni strzeleckiej, granatników i ciężkich pojazdów opancerzonych. We wrześniu 2014 r. w związku z okupacją Ługańska ośrodek regionalny został przeniesiony do Siewierodoniecka.

### Wojna rosyjsko-ukraińska w 2022 r.
Przed pełnoskalową inwazją Rosji na Ukrainę w mieście mieszkało ponad 160 tys. osób. Ponad 50 tys. z nich to uchodźcy wewnętrzni, którzy w 2014 roku przenieśli się do miasta z czasowo okupowanych terytoriów obwodu ługańskiego.
Po rozpoczęciu agresji zbrojnej w lutym 2022 r. Rosjanie rozpoczęli ostrzał miasta. Infrastruktura społeczna i krytyczna Siewierodoniecka została prawie zniszczona. Z dworca kolejowego w Lisiczańsku zorganizowano pociągi ewakuacyjne.
Według stanu na dzień 12 maja 2022 r. w mieście pozostało około 15 tys. osób.
Elektrociepłownia Siewierodonieck jest prawie całkowicie zniszczona. Przedsiębiorstwo chemiczne Siewierodonieck Azot stało się schronieniem dla mieszkańców miasta, którzy ukrywali się przed ostrzałem w schronach przeciwlotniczych firmy.

## Gospodarka
W mieście rozwinął się przemysł chemiczny, metalowy, precyzyjny, materiałów budowlanych oraz drzewny.

## Miasta partnerskie
- Jelenia Góra, Polska
- Równe, Ukraina
- Sierpuchow, Rosja